# أوغو بيريز
أوغو بيريز (بالفرنسية: Ugo Perez)‏ هو لاعب دوري الرغبي فرنسي، ولد في 30 نوفمبر 1994 في Saint-Estève ‏ في فرنسا.